# Isperih
Isperih (búlgaro: Исперих) é uma cidade da Bulgária, localizada no distrito de Razgrad. A sua população era de 9,017 habitantes segundo o censo de 2010.

## População
| Isperih | Isperih | Isperih | Isperih | Isperih | Isperih | Isperih | Isperih | Isperih | Isperih | Isperih | Isperih | Isperih | Isperih | Isperih | Isperih | Isperih | Isperih | Isperih | Isperih |
| --- | ------- | ------- | ------- | ------- | ------- | ------- | ------- | ------- | ------- | ------- | ------- | ------- | ------- | ------- | ------- | ------- | ------- | ------- | ------- |
| Ano | 1887    | 1910    | 1934    | 1946    | 1956    | 1965    | 1975    | 1985    | 1992    | 2001    | 2002    | 2003    | 2004    | 2005    | 2006    | 2007    | 2008    | 2009    | 2010    |
| População |         |         |         | …       | …       | 8,453   | 10,490  | 11,419  | 10,494  | 10,000  | 9,953   | 9,829   | 9,674   | 9,614   | 9,536   | 9,458   | 9,305   | 9,156   | 9,017   |
| Fontes: Instituto Nacional de Estatísticas, „citypopulation.de“, „pop-stat.mashke.org“, Bulgarian Academy of Sciences |         |         |         |         |         |         |         |         |         |         |         |         |         |         |         |         |         |         |         |